# キリスト聖書学園
キリスト聖書学園（キリストせいしょがくえん、Christ Bible Institute, 略称：CBI）は、愛知県名古屋市に拠点を置くキリスト教の団体である。韓国系アメリカ人のマイケル・オーが創立した。傘下に、神学校であるキリスト聖書神学校 (Christ Bible Seminary, 略称：CBS)、教会の開拓・活性化を担うジョイ・オブ・ジャパンセンター、聖書的カウンセリングを行うCBIカウンセリングおよび出版事業に当たるCBIプレスがある。

## 歴史
2004年にマイケル＆パール・オー宣教師夫妻が来日し、CBIを創立。2005年5月にキリスト聖書神学校（CBS）が開校し、最初の入学式が行われた。マイケル・オー初代校長のもと、4人の神学生が学びを始めた。

## CBIの働き

### キリスト聖書神学校　（CBS）
CBSは、改革派神学の伝統に沿った福音主義の神学校。教授陣は、ウェストミンスター信仰告白と教理問答に同意している。

### ジョイ・オブ・ジャパン教会開拓及び活性化センター（JOJC）
教会開拓に携わる方や既存の教会を活性化する働きに携わる牧師向けの訓練とリソースを提供する働き。

### CBIカウンセリング
日本の牧師と信徒リーダーのため、クリスチャン・カウンセリングおよびカウンセリングリソースを提供している。

### 出版 CBIPress
日本のクリスチャンのために、リソースを幅広く、日本語で提供している。